# Mnesipenthe eximia
Mnesipenthe eximia là một loài bướm đêm trong họ Geometridae.